# 观巷吕祖庙
观巷吕祖庙位于山西省晋城市城区东街街道观巷社区观巷68号，建于民国时期。

## 保护
2013年1月，观巷吕祖庙公布为第三批晋城市文物保护单位，编号3-26。